# كهف نصب جازون الطبيعي
كهف نصب جازون الطبيعي (بالجورجية: იაზონის მღვიმე) يُعرف أيضًا باسم كهف تسكالتسيتيلا وهو كهف كارست يقع عبر نهر تسكالتسيتيلا بالقرب من قرية جودوجني، بلدية تيرجولا، خارج كوتايسي في منطقة إيميريتي في جورجيا، على ارتفاع 135 مترًا فوق مستوى سطح البحر. يقع الكهف على الضفة اليمنى لنهر تسكالتسيتيلا، رافد نهر ريوني، بالقرب من جسر قرية جودوجني.